# Mitsubishi-Jartazi

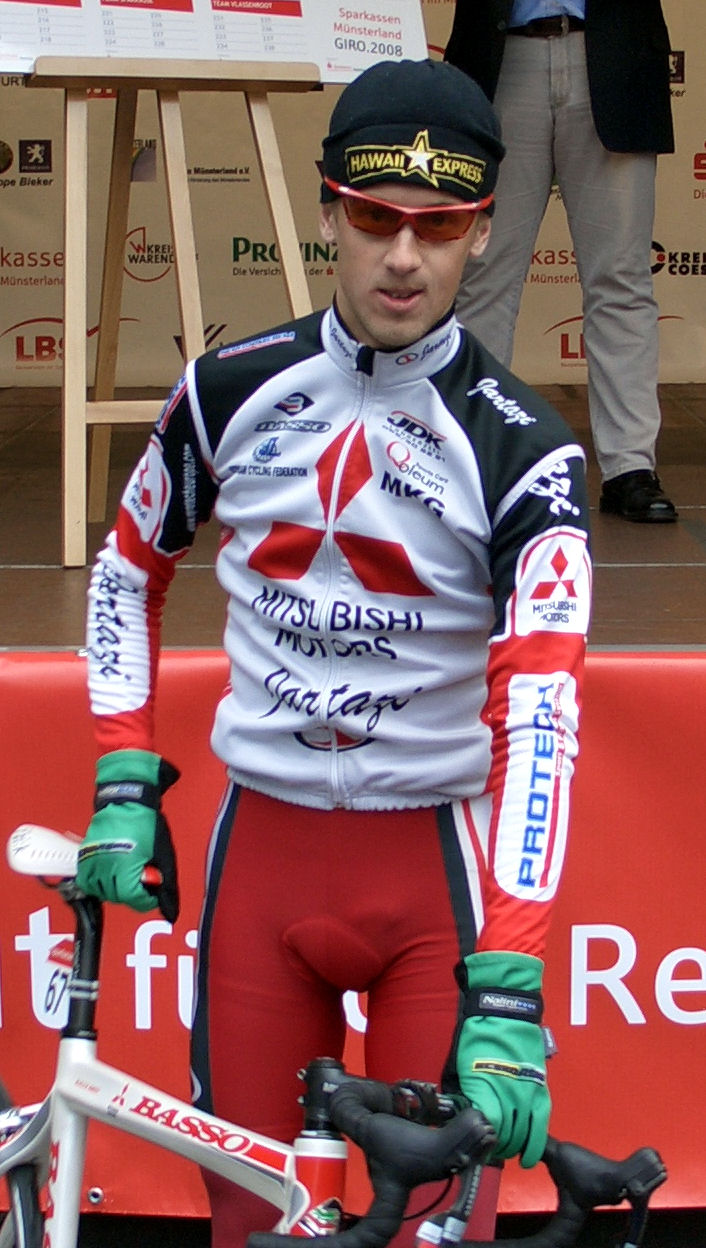
Kalle Kriit im Mitsubishi-Jartazi Trikot

Mitsubishi-Jartazi war ein estnisch-belgisches Radsportteam (JAR).
Jartazi wurde 2004 gegründet. Bis 2005 fuhr die Mannschaft unter dem Namen Jartazi Granville und besaß seit 2005 eine Lizenz als Continental Team. In der Saison 2006 war 7 Mobile der Co-Sponsor, und seit 2007 fuhr die Mannschaft unter dem Namen Jartazi-Promo Fashion. Manager war Patrick Stallaert, der von Joseph Braeckevelt, Marcel Van Der Slagmolen und Eddy Planckaert als Sportlicher Leiter unterstützt wurde. Ab der Saison 2008 war der Autohersteller Mitsubishi der neue Hauptsponsor und Jartazi fungierte als Co-Sponsor. Sie besaßen eine estnische Lizenz als Professional Continental Team.
Die Mannschaft wurde zum Ende der Saison 2008 aufgelöst.

## Erfolge 2008
| Datum       | Rennen                              | Sieger          |
| ----------- | ----------------------------------- | --------------- |
| 18. Januar  | 3. Etappe La Amissa Bongo Tropicale | Maxime Vantomme |
| 7. Februar  | 2. Etappe Étoile de Bessèges        | Stefan van Dijk |
| 23. März    | Grand Prix Cholet-Pays de la Loire  | Janek Tombak    |
| 13. Juni    | Prolog Delta Tour Zeeland           | Jens Mouris     |
| 14. Oktober | Nationale Sluitingsprijs            | Hans Dekkers    |

## Team 2008

### Zugänge – Abgänge
| Zugänge                   | Team 2007                    | Abgänge                             | Team 2008                   |
| ------------------------- | ---------------------------- | ----------------------------------- | --------------------------- |
| Geert Verheyen            | Quick Step                   | Denis Flahaut                       | Saunier Duval-Prodir        |
| Igor Abakoumov            | Team Astana                  | Mario Ickx                          | Josan-Mercedes              |
| Guennadi Mikhailov        | Team Astana                  | Jan Soetens                         | Revor Cycling Team          |
| Frank Vandenbroucke       | Acqua & Sapone               | Jurgen François                     | Willems Veranda             |
| Hans Dekkers              | Agritubel                    | Kenny Van Braeckel                  | Willems Veranda             |
| Jens Mouris               | DFL-Cyclingnews-Litespeed    | Jukka Vastaranta                    | De Brink Ten-Tusscher (MTB) |
| James Vanlandschoot       | Landbouwkrediet-Tönissteiner | Frank Vandenbroucke (bis 18. April) | Cinelli-Endeka              |
| Stefan van Dijk           | Team Wiesenhof-Felt          | Allan Davis (bis 2. September)      | Quick·Step-Innergetic       |
| Frank Dressler            | Continental Team Differdange |                                     |                             |
| Allan Davis (ab 20. März) | Discovery Channel            |                                     |                             |
| Kalle Kriit               | Neoprofi                     |                                     |                             |
| Martial Ricci-Poggi       | Neoprofi                     |                                     |                             |
| Maxime Vantomme           | Neoprofi                     |                                     |                             |

### Mannschaft
| Name                | Geburtstag         | Nationalität | Team 2009                    |
| ------------------- | ------------------ | ------------ | ---------------------------- |
| Igor Abakoumov      | 30. Mai 1981       | Belgien      | ISD-Danieli                  |
| Jan Boyen           | 20. April 1970     | Belgien      |                              |
| Yohan Cauquil       | 4. März 1985       | Frankreich   | Cycling Club Bourgas         |
| Geoffrey Coupé      | 26. Januar 1981    | Belgien      | Revor-Jartazi                |
| Mathieu Criquielion | 27. April 1981     | Belgien      | Willems Veranda              |
| Hans Dekkers        | 7. August 1981     | Niederlande  | Garmin-Chipotle              |
| Stefan van Dijk     | 22. Januar 1976    | Niederlande  | Willems Veranda              |
| Frank Dressler      | 30. September 1976 | Deutschland  | Differdange-Apiflo Vacances  |
| Mathieu Drouilly    | 31. Januar 1986    | Frankreich   | Landbouwkrediet-Tönissteiner |
| Grégory Habeaux     | 20. Oktober 1982   | Belgien      | Willems Veranda              |
| Vytautas Kaupas     | 1. April 1982      | Litauen      | Revor-Jartazi                |
| Kalle Kriit         | 13. November 1983  | Estland      | AVC Aix-en-Provence          |
| Gennadi Michailow   | 8. Februar 1974    | Russland     | Katjuscha                    |
| Jens Mouris         | 12. März 1980      | Niederlande  | Vacansoleil                  |
| Sven Nevens         | 25. Oktober 1983   | Belgien      |                              |
| Geert Omloop        | 12. Februar 1974   | Belgien      | Palmans-Cras                 |
| Martial Ricci-Poggi | 25. September 1980 | Frankreich   | Landbouwkrediet-Tönissteiner |
| Mindaugas Striška   | 7. Mai 1984        | Litauen      | Revor-Jartazi                |
| Janek Tombak        | 22. Juli 1976      | Estland      | Cycling Club Bourgas         |
| Jarno Van Mingeroet | 23. September 1977 | Belgien      |                              |
| James Vanlandschoot | 26. August 1978    | Belgien      | Willems Veranda              |
| Maxime Vantomme     | 8. März 1986       | Belgien      | Katjuscha                    |
| Geert Verheyen      | 10. März 1973      | Belgien      | Landbouwkrediet-Tönissteiner |

## 2007

### Mannschaft
| Teamkader 2007                                | Teamkader 2007     | Teamkader 2007 | Teamkader 2007                 |
| Name                                          | Geburtsdatum       | Land           | Vorheriges Team                |
| --------------------------------------------- | ------------------ | -------------- | ------------------------------ |
| Edwig Cammaerts (1. Aug.–31. Dez., Stagiaire) | 17. Juli 1987      | Belgien        |                                |
| Yohan Cauquil                                 | 4. März 1985       | Frankreich     |                                |
| Geoffrey Coupé (1. Jun.–31. Dez., Stagiaire)  | 26. Januar 1981    | Belgien        | Flanders (2006)                |
| Mathieu Criquielion                           | 27. April 1981     | Belgien        | Landbouwkrediet-Colnago (2006) |
| Bram Deprez                                   | 6. Juni 1986       | Belgien        |                                |
| Mathieu Drouilly                              | 31. Januar 1986    | Frankreich     |                                |
| Denis Flahaut                                 | 28. November 1978  | Frankreich     | Flanders (2006)                |
| Jurgen François                               | 26. März 1985      | Belgien        |                                |
| Grégory Habeaux                               | 20. Oktober 1982   | Belgien        | Landbouwkrediet-Colnago (2006) |
| Mario Ickx                                    | 14. Februar 1984   | Belgien        |                                |
| Vytautas Kaupas                               | 1. April 1982      | Litauen        |                                |
| Eddy Lembo                                    | 10. November 1980  | Frankreich     | Palmans-Collstrop (2003)       |
| Jo Maes                                       | 30. März 1985      | Belgien        |                                |
| Sven Nevens                                   | 25. Oktober 1983   | Belgien        | Vlaanderen-T-Interim (2004)    |
| Geert Omloop                                  | 12. Februar 1974   | Belgien        | Unibet.com (2006)              |
| Jan Soetens                                   | 7. Januar 1984     | Belgien        |                                |
| Mindaugas Striška                             | 7. Mai 1984        | Litauen        |                                |
| Janek Tombak                                  | 22. Juli 1976      | Estland        | Kalev Chocolate (2006)         |
| Kenny Van Braeckel                            | 12. November 1983  | Belgien        |                                |
| Jarno Van Mingeroet                           | 23. September 1977 | Belgien        | Profel (2005)                  |
| Jukka Vastaranta                              | 29. März 1984      | Finnland       | Rabobank (2006)                |
|                                               |                    |                |                                |
| Quelle: Cycling Archives                      |                    |                |                                |

## 2006

### Mannschaft
| Teamkader 2006                  | Teamkader 2006     | Teamkader 2006         | Teamkader 2006                          |
| Name                            | Geburtsdatum       | Land                   | Vorheriges Team                         |
| ------------------------------- | ------------------ | ---------------------- | --------------------------------------- |
| Igor Abakoumov                  | 30. Mai 1981       | Belgien                |                                         |
| Michael Blanchy                 | 24. September 1981 | Belgien                | Chocolade Jacques-Wincor Nixdorf (2004) |
| Yohan Cauquil                   | 4. März 1985       | Frankreich             |                                         |
| Thierry De Groote               | 9. Mai 1975        | Belgien                | Palmans-Collstrop (2003)                |
| David Derepas                   | 9. März 1978       | Frankreich             | Fdjeux.com (2004)                       |
| Jurgen François                 | 26. März 1985      | Belgien                |                                         |
| Hamish Robert Haynes            | 5. März 1974       | Vereinigtes Königreich | Cinelli-Down Under (2005)               |
| Johnny Hoogerland               | 13. Mai 1983       | Niederlande            |                                         |
| Vytautas Kaupas                 | 1. April 1982      | Litauen                |                                         |
| Robby Meul                      | 4. September 1981  | Belgien                |                                         |
| Dmitri Murawjow                 | 2. November 1979   | Kasachstan             | Crédit Agricole (2005)                  |
| Sven Nevens                     | 25. Oktober 1983   | Belgien                | Vlaanderen-T-Interim (2004)             |
| Francesco Planckaert            | 12. März 1982      | Belgien                | Mr Bookmaker.com-SportsTech (2005)      |
| Peter Ronsse                    | 9. Februar 1980    | Belgien                |                                         |
| Bert Scheirlinckx               | 1. November 1974   | Belgien                | Flanders (2005)                         |
| Jewgeni Sladkow                 | 15. Dezember 1983  | Kasachstan             |                                         |
| Jan Soetens                     | 7. Januar 1984     | Belgien                |                                         |
| Steven Thys                     | 19. Juli 1978      | Belgien                |                                         |
| Janek Tombak (1. Jun.–31. Dez.) | 22. Juli 1976      | Estland                | Cofidis-Le Crédit par Téléphone (2005)  |
| Kevin Van der Slagmolen         | 11. Mai 1980       | Belgien                |                                         |
| Jarno Van Mingeroet             | 23. September 1977 | Belgien                | Profel (2005)                           |
|                                 |                    |                        |                                         |
| Quelle: Cycling Archives        |                    |                        |                                         |

## 2005

### Mannschaft
| Teamkader 2005           | Teamkader 2005     | Teamkader 2005 | Teamkader 2005                          |
| Name                     | Geburtsdatum       | Land           | Vorheriges Team                         |
| ------------------------ | ------------------ | -------------- | --------------------------------------- |
| Igor Abakoumov           | 30. Mai 1981       | Belgien        |                                         |
| Heath Blackgrove         | 5. Dezember 1980   | Neuseeland     |                                         |
| Michael Blanchy          | 24. September 1981 | Belgien        | Chocolade Jacques-Wincor Nixdorf (2004) |
| David Derepas            | 9. März 1978       | Frankreich     | Fdjeux.com (2004)                       |
| Leonardo Duque           | 10. April 1980     | Kolumbien      |                                         |
| John Gadret              | 22. April 1979     | Frankreich     | Chocolade Jacques-Wincor Nixdorf (2004) |
| Vygantas Kaminskas       | 1. August 1982     | Litauen        |                                         |
| Vytautas Kaupas          | 1. April 1982      | Litauen        |                                         |
| Denys Kostjuk            | 13. März 1982      | Ukraine        | Chocolade Jacques-Wincor Nixdorf (2004) |
| Robby Meul               | 4. September 1981  | Belgien        |                                         |
| Claude Pauwels           | 8. April 1980      | Belgien        |                                         |
| Stijn Penne              | 30. August 1984    | Belgien        |                                         |
| Peter Ronsse             | 9. Februar 1980    | Belgien        |                                         |
| Maxym Rudenko            | 12. Oktober 1979   | Ukraine        | Chocolade Jacques-Wincor Nixdorf (2004) |
| Steven Thys              | 19. Juli 1978      | Belgien        |                                         |
| Raimondas Vilčinskas     | 5. Juli 1977       | Litauen        | Mróz-Supradyn Witaminy (2002)           |
| Stefan Wijnants          | 27. März 1981      | Belgien        |                                         |
| Johan Svensson           | 2. Oktober 1979    | Schweden       |                                         |
|                          |                    |                |                                         |
| Quelle: Cycling Archives |                    |                |                                         |

## 2004

### Mannschaft
| Teamkader 2004                   | Teamkader 2004    | Teamkader 2004 | Teamkader 2004                        |
| Name                             | Geburtsdatum      | Land           | Vorheriges Team                       |
| -------------------------------- | ----------------- | -------------- | ------------------------------------- |
| Jurgen Beeckman                  | 13. März 1983     | Belgien        |                                       |
| Bart Cosyn                       | 9. Mai 1985       | Belgien        |                                       |
| Davy Daniels (16. Apr.–31. Dez.) | 12. Juli 1976     | Belgien        | Vlaanderen-T-Interim (2001)           |
| Klaas De Gruyter                 | 9. März 1980      | Belgien        |                                       |
| Dimitri De Herdt                 | 13. Februar 1981  | Belgien        |                                       |
| Benedikt De Vreese               | 7. April 1985     | Belgien        |                                       |
| Ken Devaere                      | 1. Juli 1983      | Belgien        |                                       |
| Andy Dierckx                     | 31. Januar 1983   | Belgien        |                                       |
| Leonardo Duque                   | 10. April 1980    | Kolumbien      |                                       |
| Morten Hegreberg                 | 11. Juni 1977     | Norwegen       | Ville de Charleroi-New Systems (2001) |
| Roy Hegreberg                    | 25. März 1981     | Norwegen       |                                       |
| Olivier Huysveld                 | 25. August 1983   | Belgien        |                                       |
| Robby Meul                       | 4. September 1981 | Belgien        |                                       |
| Pieter Muys                      | 2. Januar 1985    | Belgien        |                                       |
| Maarten Neyens                   | 1. März 1985      | Belgien        |                                       |
| Frederik Penne                   | 5. Juni 1978      | Belgien        |                                       |
| Stijn Penne                      | 30. August 1984   | Belgien        |                                       |
| Peter Ronsse                     | 9. Februar 1980   | Belgien        |                                       |
| Dries Van der Ginst              | 16. Mai 1985      | Belgien        |                                       |
| Kenny Van Der Schueren           | 20. Juli 1982     | Belgien        |                                       |
| Gregory Van Sinaey               | 1. Juni 1982      | Belgien        |                                       |
| Jelle Vanendert                  | 19. Februar 1985  | Belgien        |                                       |
| Tom Vastmans                     | 13. August 1984   | Belgien        |                                       |
| Glen Zelderloo                   | 2. Januar 1980    | Belgien        |                                       |
|                                  |                   |                |                                       |
| Quelle: Cycling Archives         |                   |                |                                       |

Anmerkung: Jurgen Beeckman
Anmerkung: Bart Cosyn

## Ehemalige Fahrer
- Jelle Vanendert (2004)
- Leonardo Duque (2005)
- Denys Kostjuk (2005)
- Heath Blackgrove (2005)
- Raimondas Vilčinskas (2005)
- Igor Abakoumov (2005–2006)
- Dmitri Murawjow (2006)
- Hamish Robert Haynes (2006)
- Jukka Vastaranta (2007)
- Frank Vandenbroucke (2008)
- Allan Davis (2008)
- Jens Mouris (2008)

## Platzierungen in UCI-Ranglisten
UCI-Weltrangliste
| Saison | Mannschaftswertung | Fahrerwertung      |
| ------ | ------------------ | ------------------ |
| 2004   | 34. (GSIII)        | Robby Meul (1014.) |

UCI Africa Tour
| Saison | Mannschaftswertung | Fahrerwertung |
| ------ | ------------------ | ------------- |
| 2006   | 5.                 |               |
| 2007   | 13.                |               |
| 2008   | 13.                |               |

UCI Europe Tour
| Saison | Mannschaftswertung | Fahrerwertung            |
| ------ | ------------------ | ------------------------ |
| 2005   | 19.                | Leonardo Duque (41.)     |
| 2006   | 28.                | Bert Scheirlinckx (121.) |
| 2007   | 15.                | Janek Tombak (9.)        |
| 2008   | 6.                 | Stefan van Dijk (6.)     |